# Sussex Thunder
I Sussex Thunder sono una squadra di football americano di Brighton, in Gran Bretagna. Fondati nel 1984 come Crawley Raiders, modificarono il nome nel 1996 divenendo Sussex Raiders per poi fondersi l'anno successivo coi Brighton B-52's e assumere il nome di Sussex Thunder. Hanno disputato un Britbowl.

## Dettaglio stagioni

### Tornei nazionali

#### Campionato

##### Tabella 1984
| Stagione | regular season | regular season | regular season | regular season | regular season | regular season | playoff | playoff | playoff | playoff | playoff | playoff   | playoff    |
|          | Vin            | Par            | Per            | Tot            | PF             | PS             | Vin     | Per     | Tot     | PF      | PS      | risultato | avversaria |
| -------- | -------------- | -------------- | -------------- | -------------- | -------------- | -------------- | ------- | ------- | ------- | ------- | ------- | --------- | ---------- |
| 1984     | 1              | 0              | 4              | 5              | ?              | ?              | -       | -       | -       | -       | -       | -         | -          |
| Totale   | 1              | 0              | 4              | 5              | ?              | ?              | -       | -       | -       | -       | -       |           |            |

Fonti: Enciclopedia del Football - A cura di Massimo Mezzetti

##### Budweiser League Premier Division/BAFA NL Division One
| Stagione | regular season | regular season | regular season | regular season | regular season | regular season | playoff | playoff | playoff | playoff | playoff | playoff          | playoff     |
|          | Vin            | Par            | Per            | Tot            | PF             | PS             | Vin     | Per     | Tot     | PF      | PS      | risultato        | avversaria  |
| -------- | -------------- | -------------- | -------------- | -------------- | -------------- | -------------- | ------- | ------- | ------- | ------- | ------- | ---------------- | ----------- |
| 1987     | 4              | 0              | 6              | 10             | 196            | 263            | -       | -       | -       | -       | -       | -                | -           |
| 2016     | 5              | 1              | 4              | 10             | 211            | 172            | -       | -       | -       | -       | -       | -                | -           |
| 2017     | 10             | 0              | 0              | 10             | 207            | 64             | 0       | 1       | 1       | 21      | 22      | Quarti di finale | Kent Exiles |
| 2018     | 7              | 0              | 3              | 10             | 279            | 115            | 0       | 1       | 1       | 14      | 35      | Quarti di finale | Kent Exiles |
| 2022     | 0              | 0              | 10             | 10             | 50             | 326            | -       | -       | -       | -       | -       | -                | -           |
| Totale   | 26             | 1              | 23             | 50             | 943            | 940            | 0       | 2       | 2       | 35      | 57      |                  |             |

Fonti: Enciclopedia del Football - A cura di Massimo Mezzetti

##### BAFA NL Division Two
| Stagione | regular season | regular season | regular season | regular season | regular season | regular season | playoff | playoff | playoff | playoff | playoff | playoff                        | playoff     |
|          | Vin            | Par            | Per            | Tot            | PF             | PS             | Vin     | Per     | Tot     | PF      | PS      | risultato                      | avversaria  |
| -------- | -------------- | -------------- | -------------- | -------------- | -------------- | -------------- | ------- | ------- | ------- | ------- | ------- | ------------------------------ | ----------- |
| 2015     | 9              | 0              | 1              | 10             | 435            | 113            | 1       | 1       | 2       | 70      | 35      | Semifinale Southern Conference | Bury Saints |
| Totale   | 9              | 0              | 1              | 10             | 435            | 113            | 1       | 1       | 2       | 70      | 35      |                                |             |

Fonti: Enciclopedia del Football - A cura di Massimo Mezzetti

### Riepilogo fasi finali disputate
| Anno             | Luogo | Evento               | Fase del torneo                | Incontro                     | Risultato      |
| 6 settembre 2015 |       | BAFA NL Division Two | Semifinale Southern Conference | Bury Saints - Sussex Thunder | 22 - 20 d.t.s. |
| 6 agosto 2017    |       | BAFA NL Division One | Quarti di finale               | Sussex Thunder - Kent Exiles | 60 - 6         |
| 19 agosto 2018   |       | BAFA NL Division One | Quarti di finale               | Kent Exiles - Sussex Thunder | 35 - 14        |

## Palmarès
- 2 Britbowl di secondo livello (2008[3], 2012[3])
- 1 Titolo BYAFA (2006)